# George van den Bergh
George van den Bergh (Oss, 25 april 1890 – Oegstgeest, 3 oktober 1966) was een Nederlands rechtsgeleerde, hoogleraar, SDAP-politicus en amateursterrenkundige. Hij was hoogleraar aan de Universiteit van Amsterdam en van 1925 tot 1933 lid van de Tweede Kamer der Staten-Generaal. Later was hij voorzitter van het curatorium van het Wetenschappelijk Bureau van de SDAP en van de Wiardi Beckman Stichting; ook was hij betrokken bij de opstelling van het beginselprogramma van de PvdA in 1946-1947.

## Levensloop
Van den Bergh was afkomstig uit de Joodse familie Van den Bergh; hij was een zoon van de gefortuneerde margarinefabrikant Samuel van den Bergh en Rebecca Willing. Hij behaalde zijn gymnasiumdiploma aan het Erasmiaans Gymnasium in Rotterdam. Tijdens zijn studietijd was hij redacteur van het studentenweekblad Propria Cures. Toen ook kwam hij in contact met de socialistische beweging; hij werd in 1913 lid van de SDAP. Na zich al enige jaren te hebben ingespannen voor verschillende partijcommissies, vertegenwoordigde hij de SDAP tussen 1923 en 1932 als gemeenteraadslid in Amsterdam en tussen 1925 en 1933 als parlementariër.
In de Tweede Kamer verwierf Van den Bergh bekendheid door zijn voorstellen tot hervorming van het kiesrecht. Vanaf 1934 was hij voorzitter van het Wetenschappelijk Bureau van de SDAP, en in 1936 werd hij door de Amsterdamse gemeenteraad benoemd tot hoogleraar in het Nederlands staatsrecht als opvolger van de overleden Frederik Huart. Tijdens de jaren '30 was Van den Bergh erg actief bij de opvang van Joodse vluchtelingen uit nazi-Duitsland. Aan het begin van de Tweede Wereldoorlog zat hij in het concentratiekamp Buchenwald opgesloten.
In de periode rond de oorlog was hij eveneens bekend als uitvinder en astronoom. Zo stelde hij de invoering voor van de Euro-klok, die een geleidelijke overgang tussen winter- en zomertijd mogelijk zou maken (tussen 22 december en 21 juni duurt elke dag 50 seconde korter dan 24 uur, in het andere halve jaar juist 50 seconde langer), en ontwierp hij de zogenaamde tweelingdruk (de tekst wordt gezet in hoofdletters terwijl ook de interlinies worden bedrukt met de tekst van de volgende pagina, die echter met een gepast masker kan worden afgedekt) die tot een halvering van het papiergebruik had moeten leiden. Hij vroeg advies aan allerlei deskundigen, zoals zetters, drukkers, een oogarts en de boekkundig expert prof. G.W. Ovink, maar sloeg geen acht op hun praktische bezwaren. In 1958 bracht uitgeverij Tjeenk Willink een map met uitleg en voorbeelden uit, met leesrasters en twee verschillende gekleurde plastic brillen (een groene voor de Nederlandse tekst en een rode voor de Engelse), en met een omvangrijke wetenschappelijke tekst van Van den Bergh, Hoofdlijnen van het Nederlandse staatsrecht, die door de tweelingdruk van 170 tot 88 pagina's was teruggebracht. Het project werd een grote mislukking.
Van den Bergh was in 1961 eiser tot cassatie in het arrest Van den Bergh/Staat der Nederlanden, dat van belang is in verband met het verbod op grondwettelijke toetsing.
Van den Bergh was vader van onder anderen politicus Robbert van den Bergh (1913–1997), beeldhouwer Bep Sturm-van den Bergh (1919-2006) en toneelcriticus en hoogleraar Hans van den Bergh (1932-2011).

## Herwaardering
In 2014 werd zijn in vergetelheid geraakte oratie uit 1936 over de democratische staat en de niet-democratische partijen heruitgegeven door Elsevier Boeken onder de titel Wat te doen met antidemocratische partijen? Het boek bevat een inleiding van Bastiaan Rijpkema, een voorwoord van René Cuperus en een nawoord van Paul Cliteur.
In zijn oratie, uitgesproken nadat de langs democratische weg aan de macht gekomen nationaalsocialisten vervolgens de democratie hadden afgeschaft, nam Van den Bergh het controversiële standpunt in dat antidemocratische partijen moeten worden verboden. Van den Bergh verdedigde zijn standpunt door te stellen dat de belangrijkste eigenschap van de democratie niet de dictatuur van de meerderheid is, maar de mogelijkheid om op beslissingen terug te kunnen komen. Wanneer het electoraat inziet een verkeerde weg te hebben gekozen, moet die beslissing teruggedraaid kunnen worden.
De herwaardering in de huidige tijd is geïnspireerd door antidemocratische geluiden van extreemrechtse en islamistische groeperingen van de samenleving en de internationale politiek.